# أندرو أوزوالد
أندرو أوزوالد (بالإنجليزية: Andrew Oswald)‏ هو اقتصادي بريطاني، ولد في 27 نوفمبر 1953.